# Vía RD-4
La vía RD-4 es una de las carreteras troncales del sistema vial de la República Dominicana. Inicia en Santo Domingo Este y se dirige hacia la región Este, terminando en Boca de Yuma, La Altagracia. Lleva el nombre de carretera Mella en honor del Padre de la Patria Ramón Matías Mella.
Es una de las rutas que da servicio a la región Este, en ocasiones transcurriendo paralela a la vía RD-3, incluso compartiendo un tramo en la Circunvalación de San Pedro de Macorís. Era la vía principal hacia el Este hasta la construcción de la autovía del Este y la autopista del Coral (secciones de RD-3) en 2012.
Está operada por el Ministerio de Obras Públicas y Comunicaciones. No cuenta con servicio de peajes.

## Tramo en Santo Domingo Este
La carretera Mella comienza en Santo Domingo Este, en la Av. Sabana Larga. Recorre la ciudad por unos 14 km hasta la autopista Juan Pablo II, parte de la Circunvalación de Santo Domingo, en el distrito municipal San Luis.
| Ensanche                            | km  | Conexión                |
| ----------------------------------- | --- | ----------------------- |
| Los Mina Sur Alma Rosa              | 0   | Av. Sabana Larga        |
| Los Mina Sur Cancino Alma Rosa      | 1.7 | Av. San Vicente de Paúl |
| Cancino Cancino Afuera Hainamosa    | 4.5 | Av. Charles de Gaulle   |
| El Tamarindo Hainamosa El Almirante | 7.2 | Av. La Pista            |
| San Luis                            | 14  | Autopista Juan Pablo II |

## Tramo Santo Domingo Este-San Pedro de Macorís

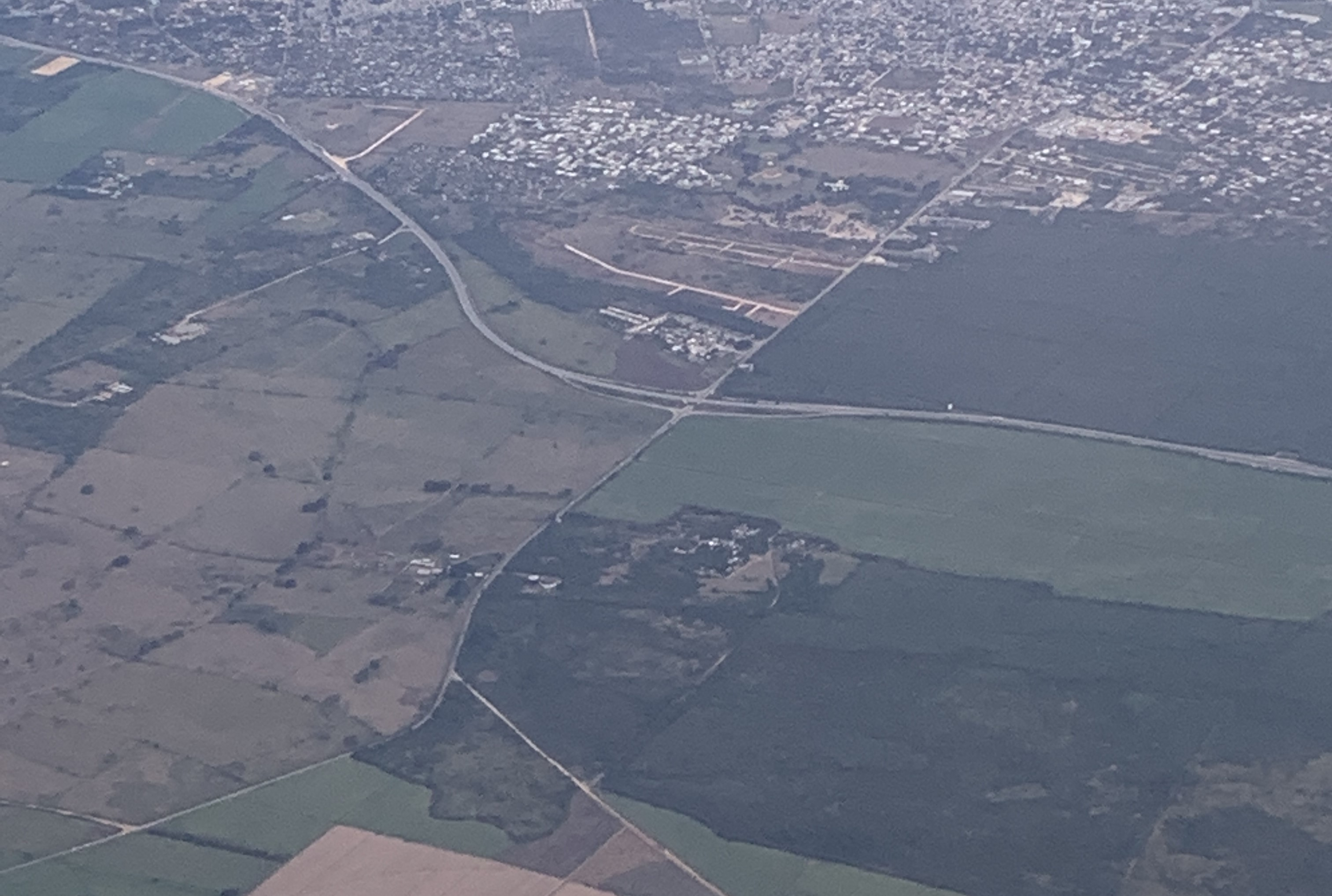
Conexión entre la autovía del Este y la carretera Mella al norte de San Pedro de Macorís

A partir de la autopista Juan Pablo II, la carretera Mella se dirige hacia el este, transcurriendo paralelamente a la autovía del Este (RD-3). En el km 32, la autovía del Este tuerce al norte, formando la Circunvalación de San Pedro de Macorís, donde se encuentran estas dos rutas. La carretera Mella recorre unos 3 km como parte de la autovía del Este.
| Municipio o Distrito | km   | Conexión o Salida            |
| -------------------- | ---- | ---------------------------- |
| San Luis             | 0    | Autopista Juan Pablo II      |
| San Luis             | 1    | salida a RD-23 y a Guerra    |
| Gautier              | 20.2 | carretera Jubey-La Romana    |
| Los Llanos           | 30.5 | carretera Los Llanos (RD-78) |
| Quisqueya            | 45.8 | salida a autovía del Este    |
| Quisqueya            | 46   | salida a carretera Quisqueya |
| San Pedro de Macorís | 47.8 | final en autovía del Este    |

## Tramo San Pedro de Macorís-Higüey
En el km 41 de la autovía del Este (RD-3), la vía RD-4 reaparece rumbo norte, conectando San Pedro de Macorís con Consuelo y Hato Mayor. De ahí se dirige al este y cruza El Seibo, Santa Lucía, Santa Rita e Higüey. Al llegar a esta ciudad se convierte en la Av. La Altagracia.
| Municipio o Distrito | km   | Conexión o Salida                                      |
| -------------------- | ---- | ------------------------------------------------------ |
| San Pedro de Macorís | 0    | autovía del Este                                       |
| Consuelo             | 6.4  | Consuelo                                               |
| Los Hatillos         | 29.3 | Los Hatillos                                           |
| Hato Mayor           | 32.7 | Hato Mayor y RD-103                                    |
| El Seibo             | 54.8 | El Seibo (Av. Manuela Diez), carretera El Seibo-Miches |
| El Seibo             | 57.4 | El Seibo (Av. Manuela Diez), carretera El Seibo-Miches |
| Santa Lucía          | 69   | carretera La Romana-El Pintado (RD-101)                |
| Higüey               | 95.5 | Higüey (Av. La Altagracia)                             |

## Carretera Higüey-San Rafael del Yuma-Boca de Yuma

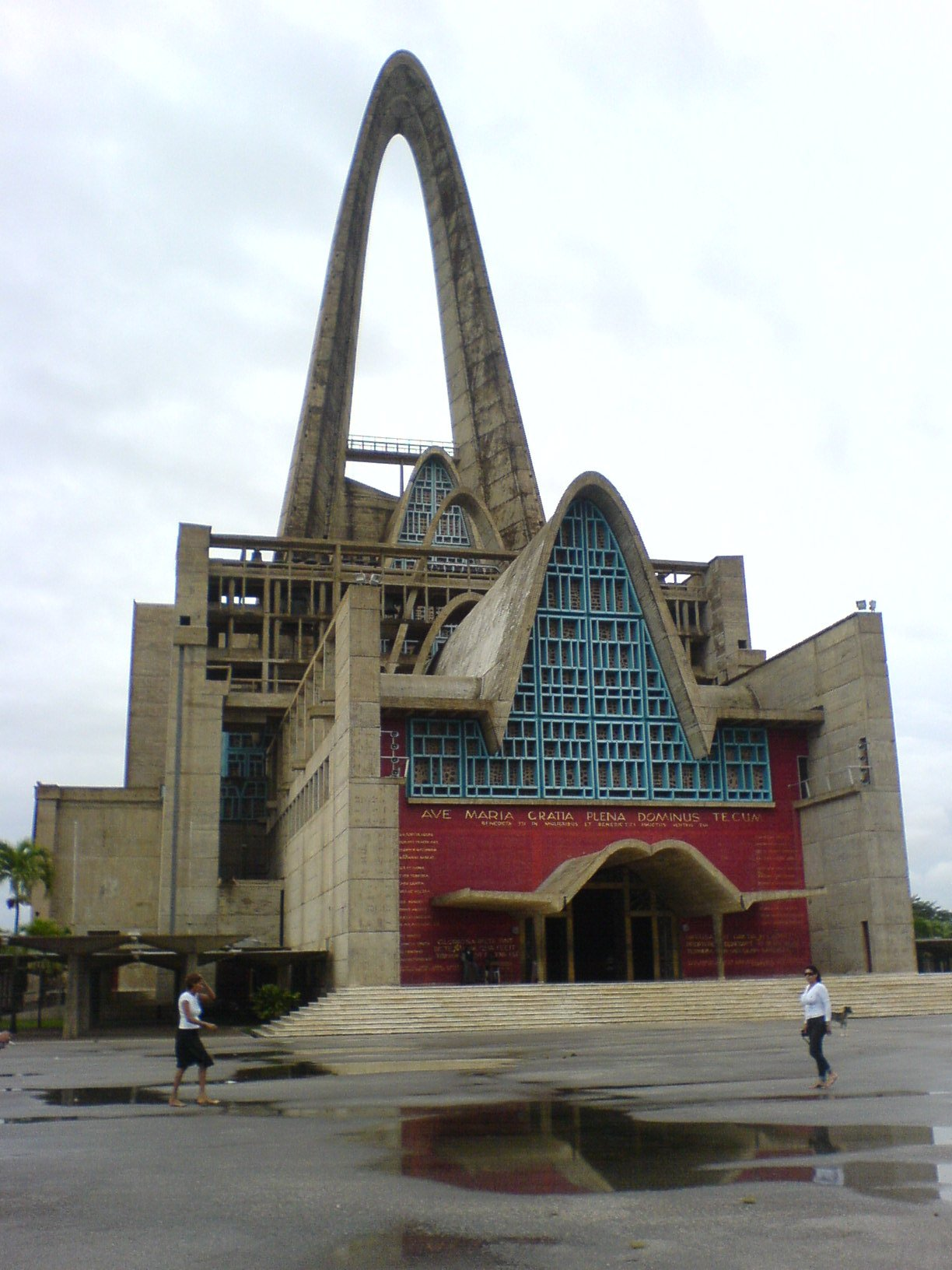
En su paso por Higüey, la vía RD-4 cruza frente a la basílica de La Altagracia.

Al llegar al municipio de Higüey, la ruta se convierte en la Av. La Altagracia y atraviesa la ciudad por unos 5.3 km. Pasa por el sur de la basílica de Higüey, desde donde se dirige al sur rumbo a San Rafael del Yuma. Antes, se cruza con la autopista del Coral (RD-3). La ruta termina en el distrito municipal de Boca de Yuma, en la costa de la bahía de Yuma.
| Municipio o Distrito | km   | Conexión o Salida                  |
| -------------------- | ---- | ---------------------------------- |
| Higüey               | 0    | Av. La Altagracia                  |
| Higüey               | 7    | RD-3, salida a autopista del Coral |
| San Rafael del Yuma  | 14   | carretera La Romana-Higüey         |
| San Rafael del Yuma  | 21.3 | San Rafael del Yuma                |
| Boca de Yuma         | 31.5 | Boca de Yuma                       |
| Boca de Yuma         | 32.2 | Av. John Bernard                   |